# Абаєва Людмила Миколаївна
Людми́ла Микола́ївна Аба́єва (рос. Людмила Николаевна Абаева) (14 вересня 1951 , Кізел, Пермська область  — 2 листопада 2012 , Москва ) — російська поетеса, перекладач. Член Союзу російських письменників, Президії Літературного фонду Росії, секретар Правління Спілки російських письменників.

## Біографія
Народилася 14 вересня 1951 року в шахтарському місті Кізел Пермської області. Навчалася у школі № 4. Батьки працювали на шахті імені Леніна: батько, Микола Захарович Абаєв — гірничий майстер, учасник Другої світової війни; мати, Абаєва (Матвєєва) Лідія Олексіївна — бухгалтер. Після закінчення середньої школи жила в Ленінграді, згодом — в Уфі (Башкортостан), працювала журналістом. У 1983 році закінчила Літературний інститут імені О. М. Горького (поетичний семінар Анатолія Жигуліна). Людмила Миколаївна стояла біля джерел створення Спілки російських письменників, вела велику організаційну роботу, допомагаючи літераторам, які опинилися в складному становищі в роки перебудови, приділяючи особливу увагу регіональним відділенням. Лауреатка Міжнародної Артійської премії. За свою творчість та громадську діяльність була нагороджена Почесною грамотою Міністерства культури Російської Федерації, медалями Ф. Тютчева, М. О. Шолохова, Т. Твардовського та іншими. Була лауреаткою Міжнародної літературної премії імені М. О. Волошина, Літературної премії Міністерства культури Російської Федерації. Проживала в Москві.
Померла 2 листопада 2012 року в Москві.

## Творчість
Вірші писала з дитинства, перша публікація відбулася в міській газеті «Уральська кочегарка» у 1969 році. У 1970 році була запрошена на обласну нараду письменників у місті Перм. Першу збірку поезій — «Від зелені до охри» (рос. От зелени до охры)— видано в Москві у 1983 році. Книга вибраних віршів — «Сни та птахи» (рос. Сны и птицы) (М., 2010). Поезії публікувались у журналах «Новий світ» (рос. Новый мир), «Урал», «Ми» (рос. Мы), «Юність» (рос. Юность), «Лепта», «День і ніч» (рос. День и ночь) (Красноярськ), «Меценат і світ» (рос. Меценат и мир) (Рязань), «Місто» (рос. Город) (Тольятті), «WAIGUO WENYI» (Китай, перекладач Джен Тіу), «Веселка» (рос. Радуга (Естонія), «Береги Тавриди» (рос. Брега Тавриды) (Крим), «Новий світ» (Вірменія); у газетах «Літературна Росія» (рос. Литературная Россия), «Літературна газета» (рос. Литературная газета), «День літератури» (рос. День литературы), «Загальнописьменницька літературна газета» (рос. Общеписательская литературная газета), а також в альманахах і колективних збірках.

Вірші перекладено іноземними мовами.
Переклади з грузинської були надруковані в книзі «Рими сонячних променів: Сучасні поети Грузії» (рос. Рифмы солнечных лучей: Современные поэты Грузии) (М., 2011).

Авторка та керівниця проєкту антології віршів «Прекрасні ви, береги Тавриди: Крим у російській поезії» (рос. Прекрасны вы, брега Тавриды: Крым в русской поэзии) (Москва, 2000); авторка-упорядниця антології сучасної російської прози та поезії у двох томах «Лід і полум'я» (рос. Лёд и Пламень) (М., 2009); керівниця проєкту книги вибраних творів Євгена Блажевського «Монолог» (Москва, 2005).
Творчість Людмили Абаєвої отримала високу оцінку відомих російських поетів Анатолія Жигуліна та Володимира Соколова, прозаїка і філософа Юрія Мамлєєва, літературних критиків Льва Аннінського, Станіслава Джимбінова, Павла Басинського, Кіри Сапгір (Франція).

## Твори
- От зелени до охры (1983).
- Сны и птицы: Стихотворения. — Предисл. С. Джимбинова. — М.: Союз Российских писателей, 2010. — 69 с.: портр. — ISBN 978-5-901511-12-1